# Cola simiarum
Cola simiarum är en malvaväxtart som beskrevs av Thomas Archibald Sprague, John Patrick Micklethwait Brenan och Keay.. Cola simiarum ingår i släktet Cola och familjen malvaväxter. Inga underarter finns listade i Catalogue of Life.